# Кричильська сільська громада
Кричильська сільська об'єднана територіальна громада — територіальна громада в Україні, яка знаходиться на території Сарненського та Володимирецького районів Рівненської області, створена 22 грудня 2019 року в рамках адміністративно-територіальної реформи 2015 року. Населення громади складає 15517 осіб. Адміністративний центр — село Кричильськ.
Громада утворена в результаті об'єднання Кричильської, Великовербченської, Коростської і Городецької сільських рад.

## Населені пункти
До складу громади входять 13 сіл:
- Кричильськ (Сарненський район)
- Поляна (Сарненський район)
- Убереж (Сарненський район)
- Угли (Сарненський район)
- Велике Вербче (Сарненський район)
- Бутейки (Сарненський район)
- Вирка (Сарненський район)
- Корост (Сарненський район)
- Мале Вербче (Сарненський район)
- Одринки (Сарненський район)
- Городець (Володимирецький район)
- Велихів (Володимирецький район)
- Сварині (Володимирецький район)

Перші вибори відбулися 22 грудня 2019 року.